# Нойбауэр, Джон
Джон Нойбауэр (англ. John Neubauer; 02.11.1933, Будапешт — 05.10.2015) — учёный-гуманитарий.
Эмерит-профессор сравнительной литературы Амстердамского университета.
Окончил Амхерстский колледж (бакалавр физики cum laude, 1960). В 1962 году получил две магистерские степени в Северо-Западном университете (Иллинойс) — по физике и немецкому языку. В 1965 году там же получил степень доктора философии по немецкому языку.
В 1964-1969 годах работал в Принстонском университете, с 1966 года ассистент-профессор немецкого языка.
В 1969—1973 годах доцент немецкого языка в Университете Кейс Вестерн Резерв (Огайо).
В 1972-1973 годах Фулбрайтский исследователь.
С 1973 года доцент, в 1976-1983 годах профессор Питтсбургского университета.
В 1980-1981 годах стипендиат Гуггенхайма.
В 1983—2003 годах профессор сравнительной литературы Амстердамского университета.
Приглашённый профессор Гарварда (осень 1979 года), Принстона (весна 1986 года) и др.
Гражданин США.
Член Академии Европы, членкор Британской академии (1996).
Супруга — художница Урсула Нойбауэр, дочери Ева и Николь.